# مایک بارت (بسکتبال)
مایک بارت (انگلیسی: Mike Barrett؛ زاده ۵ سپتامبر ۱۹۴۳ درگذشته ۸ اوت ۲۰۱۱) یک بازیکن بسکتبال اهل ایالات متحده آمریکا بود.